# Gornji Lučani
Gornji Lučani su naseljeno mjesto u općini Kakanj, Federacija Bosne i Hercegovine, BiH.

## Stanovništvo

### 1991.
Nacionalni sastav stanovništva 1991. godine, bio je sljedeći:
ukupno: 400
- Muslimani - 315
- Srbi - 81
- Hrvati - 1
- Jugoslaveni - 3

### 2013.
Nacionalni sastav stanovništva 2013. godine, bio je sljedeći:
ukupno: 369
- Bošnjaci - 368
- Hrvati - 1